# Luc Krotwaar
Luc Krotwaar (Bergen op Zoom, 25 gennaio 1968) è un ex maratoneta ed ex mezzofondista olandese.

## Palmarès
| Anno | Manifestazione     | Sede              | Evento         | Risultato | Prestazione | Note                          |
| ---- | ------------------ | ----------------- | -------------- | --------- | ----------- | ----------------------------- |
| 1986 | Mondiali di cross  | Colombier         | Corsa juniores | 149º      | 26'30"8     |                               |
| 1986 | Mondiali di cross  | Colombier         | A squadre      |           |             |                               |
| 1987 | Europei juniores   | Birmingham        | 5000 m piani   | Bronzo    | 14'20"44    |                               |
| 1991 | Mondiali di cross  | Anversa           | Corsa seniores | 144º      | 36'27"      |                               |
| 1991 | Mondiali di cross  | Anversa           | A squadre      |           |             |                               |
| 1993 | Mondiali di cross  | Amorebieta-Etxano | Corsa seniores | 161º      | 36'17"      |                               |
| 1993 | Mondiali di cross  | Amorebieta-Etxano | A squadre      |           |             |                               |
| 1994 | Mondiali di cross  | Budapest          | Corsa seniores | 139º      | 37'30"      |                               |
| 1994 | Mondiali di cross  | Budapest          | A squadre      |           |             |                               |
| 1998 | Europei di cross   | Ferrara           | Corsa seniores | 30º       | 29'12"      |                               |
| 1998 | Europei di cross   | Ferrara           | A squadre      | 6º        | 132 p.      |                               |
| 2003 | Mondiali           | Parigi            | Maratona       | 20º       | 2h12'28"    |                               |
| 2004 | Giochi olimpici    | Atene             | Maratona       | dnf       | dnf         |                               |
| 2005 | Mondiali           | Helsinki          | Maratona       | 15º       | 2h15'47"    |                               |
| 2006 | Europei            | Göteborg          | Maratona       | 4º        | 2h12'44"    |                               |
| 2015 | Mondiali di 100 km | Winschoten        | Maratona       | 101º      | 8h27'33"    | Miglior prestazione personale |

## Campionati nazionali
1994
- 4º ai campionati olandesi di mezza maratona - 1h03'30"
- Oro ai campionati olandesi, 10000 m piani - 28'46"71
- Oro ai campionati olandesi indoor, 3000 m piani - 7'54"02

1997
- 10º ai campionati olandesi, 10000 m piani - 30'01"12

1998
- Oro ai campionati olandesi di mezza maratona - 1h03'31"
- Argento ai campionati olandesi, 10000 m piani - 29'13"26
- 11º ai campionati olandesi di corsa campestre - 38'32"

1999
- Bronzo ai campionati olandesi, 10000 m piani - 29'17"69
- 10º ai campionati olandesi, 5000 m piani - 14'36"55
- 4º ai campionati olandesi di corsa campestre - 39'58"

2000
- Bronzo ai campionati olandesi, 5000 m piani - 14'00"79
- 8º ai campionati olandesi di corsa campestre - 40'24"

2001
- Bronzo ai campionati olandesi di mezza maratona - 1h04'26"
- 6º ai campionati olandesi, 10000 m piani - 29'45"05
- Bronzo ai campionati olandesi, 5000 m piani - 13'53"64

2002
- Oro ai campionati olandesi, 10000 m piani - 28'39"04

2005
- Oro ai campionati olandesi di mezza maratona - 1h02'20"

2007
- Oro ai campionati olandesi di maratona - 2h15'28"
- 17º ai campionati olandesi di 10 km su strada - 30'52"

## Altre competizioni internazionali[1]
1993
- 21º alla Zevenheuvelenloop ( Nimega), 15 km - 46'05"

1994
- 8º alla Parelloop ( Brunssum) - 29'21"

1995
- 6º alla Maratona di Amsterdam ( Amsterdam) - 2h19'41"

1997
- 18º alla Zevenheuvelenloop ( Nimega), 15 km - 45'29"

1998
- 8º alla Zevenheuvelenloop ( Nimega), 15 km - 45'35"

1999
- 23º alla Maratona di Rotterdam ( Rotterdam) - 2h17'17"
- 29º alla Zevenheuvelenloop ( Nimega), 15 km - 47'29"

2000
- 25º alla Maratona di Rotterdam ( Rotterdam) - 2h14'51"
- 20º alla Zevenheuvelenloop ( Nimega), 15 km - 46'33"
- 5º alla Parelloop ( Brunssum) - 29'44"

2001
- 8º alla Zevenheuvelenloop ( Nimega), 15 km - 43'48"

2002
- 9º alla Maratona di Amsterdam ( Amsterdam) - 2h11'20"
- 5º alla Maratona di Rotterdam ( Rotterdam) - 2h10'59"
- 8º alla Zevenheuvelenloop ( Nimega), 15 km - 46'13"
- Argento alla Parelloop ( Brunssum) - 28'10"

2003
- 11º alla Maratona di Fukuoka ( Fukuoka) - 2h10'13"
- 18º alla Maratona di Rotterdam ( Rotterdam) - 2h19'46"
- 12º alla Zevenheuvelenloop ( Nimega), 15 km - 44'43"

2004
- 22º alla Maratona di Fukuoka ( Fukuoka) - 2h25'04"
- 7º alla Maratona di Rotterdam ( Rotterdam) - 2h11'56"
- 12º alla Zevenheuvelenloop ( Nimega), 15 km - 44'42"

2006
- 15º alla Maratona di Fukuoka ( Fukuoka) - 2h17'27"

2007
- 10º alla Maratona di Rotterdam ( Rotterdam) - 2h15'27"

2008
- 17º alla Maratona di Rotterdam ( Rotterdam) - 2h16'33"

2009
- 21º alla Maratona di Rotterdam ( Rotterdam) - 2h26'57"

2010
- 39º alla Maratona di Vienna ( Vienna) - 2h40'29"
- 11º alla Maratona di Enschede ( Enschede) - 2h31'06"